# Славу (Прахова)
Славу (рум. Slavu) насеље је у Румунији у округу Прахова у општини Пакуреци. Oпштина се налази на надморској висини од 365 m.

## Становништво
Према подацима из 2002. године у насељу је живело 226 становника, од којих су сви румунске националности.